# Brasão de Meridiano (São Paulo)
O Brasão de Meridiano é o símbolo do município de Meridiano, São Paulo. Foi criado mediante lei municipal de número 17, de 26 de setembro de 1977.